# Paweł Smoliniec
Paweł Smoliniec (ur. 23 lutego 1977) – polski judoka.
Były zawodnik klubów: MOS Zatoka Braniewo (1992–1993), KS AZS AWFiS Gdańsk (1994–2010). Czterokrotny medalista zawodów pucharu świata seniorów (Warszawa 1999 – brąz, Warszawa 2001 – srebro, Warszawa 2003 – brąz, Mińsk 2004 – brąz). Dwunastokrotny medalista mistrzostw Polski seniorów: złoty (2005 – mistrzostwa Polski OPEN), pięciokrotny srebrny (2001 – kat. do 90 kg, 2004 i 2006 –kat. do 100 kg, 2008 – kat. open, 2009 – kat. powyżej 100 kg) oraz sześciokrotny brązowy (1997 - kat. open, 2000 - kat. do 90 kg, 2003 i 2005 – kat. do 100 kg, 2006 – kat. open, 2010 – kat. powyżej 100 kg). Uczestnik mistrzostw świata seniorów (2003) or-az mistrzostw Europy seniorów (2003, 2005, 2007 – 7 miejsce w mistrzostwach Europy OPEN).
Mąż Adriany Dadci. Wraz z żoną w 2015 założył szkołę judo UKS ADA JUDO FUN. Pracował w Wydziale Kadr i Szkolenia KWP w Gdańsku (2017).